# Essuatíni nos Jogos Olímpicos de Verão de 2020
Essuatíni deverá competir nos Jogos Olímpicos de Verão de 2020 em Tóquio. Originalmente programados para ocorrerem de 24 de julho a 9 de agosto de 2020, os Jogos foram adiados para 23 de julho a 8 de agosto de 2021, por causa da pandemia de COVID-19. Será a 11ª participação da nação nos Jogos Olímpicos de Verão desde sua estreia em 1972.

## Competidores
Abaixo está a lista do número de competidores nos Jogos.
| Esporte   | Masculino | Feminino | Total |
| --------- | --------- | -------- | ----- |
| Atletismo | 1         | 0        | 1     |
| Boxe      | 1         | 0        | 1     |
| Natação   | 1         | 1        | 2     |
| Total     | 3         | 1        | 4     |

## Atletismo
Essuatíni recebeu uma vaga de Universidade para o atleta do masculino.
Legenda
- Bye = Atleta não precisou disputar aquela fase

Eventos de pista e estrada
| Atleta             | Evento          | Eliminatória | Eliminatória | Semifinal | Semifinal | Final     | Final   |
| Atleta             | Evento          | Resultado    | Posição      | Resultado | Posição   | Resultado | Posição |
| ------------------ | --------------- | ------------ | ------------ | --------- | --------- | --------- | ------- |
| Sibusiso Matsenjwa | 200 m masculino |              |              |           |           |           |         |

## Boxe
Masculino
| Atleta          | Evento          | Fase de 32           | Oitavas              | Quartas              | Semifinais           | Final                | Final       |
| Atleta          | Evento          | Adversário resultado | Adversário resultado | Adversário resultado | Adversário resultado | Adversário resultado | Pos.        |
| --------------- | --------------- | -------------------- | -------------------- | -------------------- | -------------------- | -------------------- | ----------- |
| Thabiso Dlamini | Peso meio-médio | CMR Mengue D TKO     | Não avançou          | Não avançou          | Não avançou          | Não avançou          | Não avançou |

## Natação
Essuatíni recebeu vagas de universalidade da Federação Internacional de Natação (FINA) para os dois melhores atletas classificados no ranking (masculino e feminino), baseados no sistema de pontuação da FINA em 28 de junho de 2021.
| Atleta          | Evento               | Eliminatória | Eliminatória | Semifinal | Semifinal | Final | Final   |
| Atleta          | Evento               | Tempo        | Posição      | Tempo     | Posição   | Tempo | Posição |
| --------------- | -------------------- | ------------ | ------------ | --------- | --------- | ----- | ------- |
| Simanga Dlamini | 50 m livre masculino |              |              |           |           |       |         |
| Robyn Young     | 50 m livre feminino  |              |              |           |           |       |         |